# Panhard & Levassor Type X6
Der Panhard & Levassor Type X6 ist ein frühes Pkw-Modell. Hersteller war Panhard & Levassor in Frankreich.

## Beschreibung
Vorgänger war der Type X2.
Die Fahrzeuge haben einen von Arthur Constantin Krebs entwickelten Ottomotor. Im Motorcode „U2E“ steht das „U“ für den Monoblockmotor und die „2“ für die Anzahl der Zylinder.
Der Zweizylinder-Reihenmotor hat 80 mm Bohrung, 120 mm Hub und 1909 cm³ Hubraum. Er wurde auch 8 CV genannt. Die Leistung des Frontmotors wird über ein Dreiganggetriebe und eine Kardanwelle an die Hinterachse übertragen.
Bekannt sind die Karosseriebauformen Phaeton und Landaulet.
Die Produktion lief von August 1909 bis Juli 1912. In den einzelnen Kalenderjahren wurden 10, 135, 35 und 11 Fahrzeuge hergestellt. In Summe sind das 191 Fahrzeuge, von denen 60 exportiert wurden.